# Viktor Myasnikov
Viktor Myasnikov  (russe : Виктор Мясников), né le 3 septembre 1948 à Tchistopol, est un athlète biélorusse, spécialiste du 110 mètres haies.

## Biographie
Concourant pour l'URSS dans les années 1960 et 1970, il s'adjuge le titre des Championnats d'Europe en salle de 1976, à Munich, dans le temps de 7 s 78, en devançant le Britannique Berwyn Price et le Polonais Zbigniew Jankowski. Huitième du 110 m haies des Jeux olympiques de 1976, il remporte la médaille d'argent du 60 m haies lors des Championnats d'Europe en salle 1977, à Saint-Sébastien, s'inclinant face à l'Est-allemand Thomas Munkelt.

### Palmarès
| Date | Compétition                    | Lieu            | Résultat | Épreuve     |
| ---- | ------------------------------ | --------------- | -------- | ----------- |
| 1974 | Championnats d'Europe en salle | Göteborg        | 7e       | 60 m haies  |
| 1975 | Championnats d'Europe en salle | Katowice        | 6e       | 60 m haies  |
| 1976 | Championnats d'Europe en salle | Munich          | 1er      | 60 m haies  |
| 1976 | Jeux olympiques                | Montréal        | 8e       | 110 m haies |
| 1977 | Championnats d'Europe en salle | Saint-Sébastien | 2e       | 60 m haies  |

### Records
| Épreuve     | Performance | Lieu      | Date        |
| ----------- | ----------- | --------- | ----------- |
| 110 m haies | 13 s 41     | Leningrad | 4 juin 1980 |